# Flota a 7-a Americană

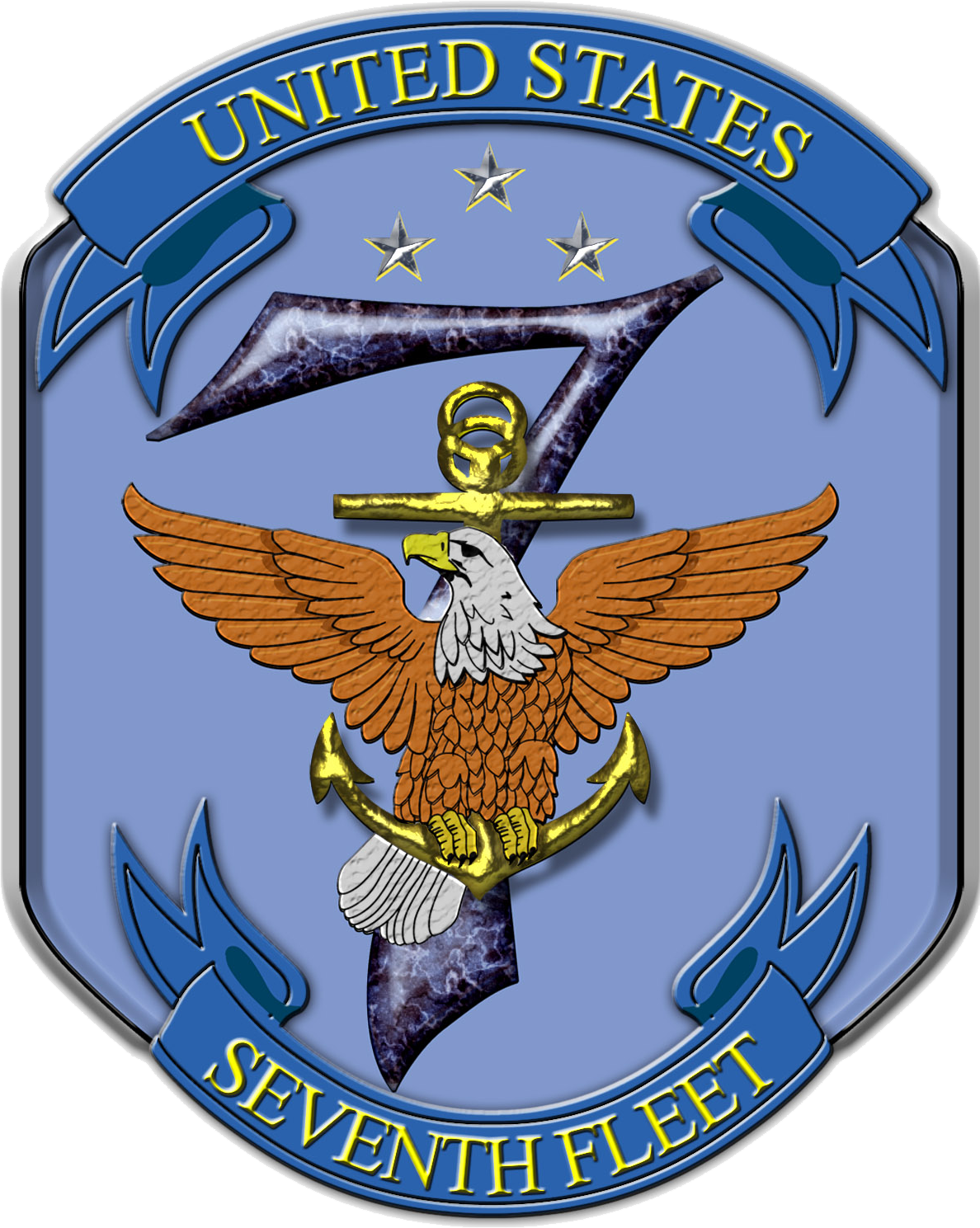
Emblema Flotei a 7-a Americane

Flota a 7-a Americană (engleză United States Seventh Fleet) este o parte a Marinei Statelor Unite cu sediul în Yokosuka, Japonia, cu unități poziționate în apropiere de Coreea de Sud și Japonia. Este o forță militară componentă în Flota Statelor Unite din Pacific. În prezent, aceasta este cea mai mare flotă americană, cu 50 - 60 nave, 350 de aeronave si 60.000 militari personal activ.